# Chateau Meroux - Il vino della vita
Chateau Meroux - Il vino della vita (The Chateau Meroux) è un film del 2011 diretto da Bob Fugger, con protagonisti Marla Sokoloff e Barry Watson.

## Trama
Wendy è una giovane donna che eredita dal padre una cantina che produce vini. Nonostante produca un ottimo vino, l'azienda è sull'orlo del fallimento a causa dell'agguerrita concorrenza. Nonostante ciò Wendy è decisa a gestire l'attività e a farla prosperare promuovendone al meglio l'immagine.